# Borgviksälven

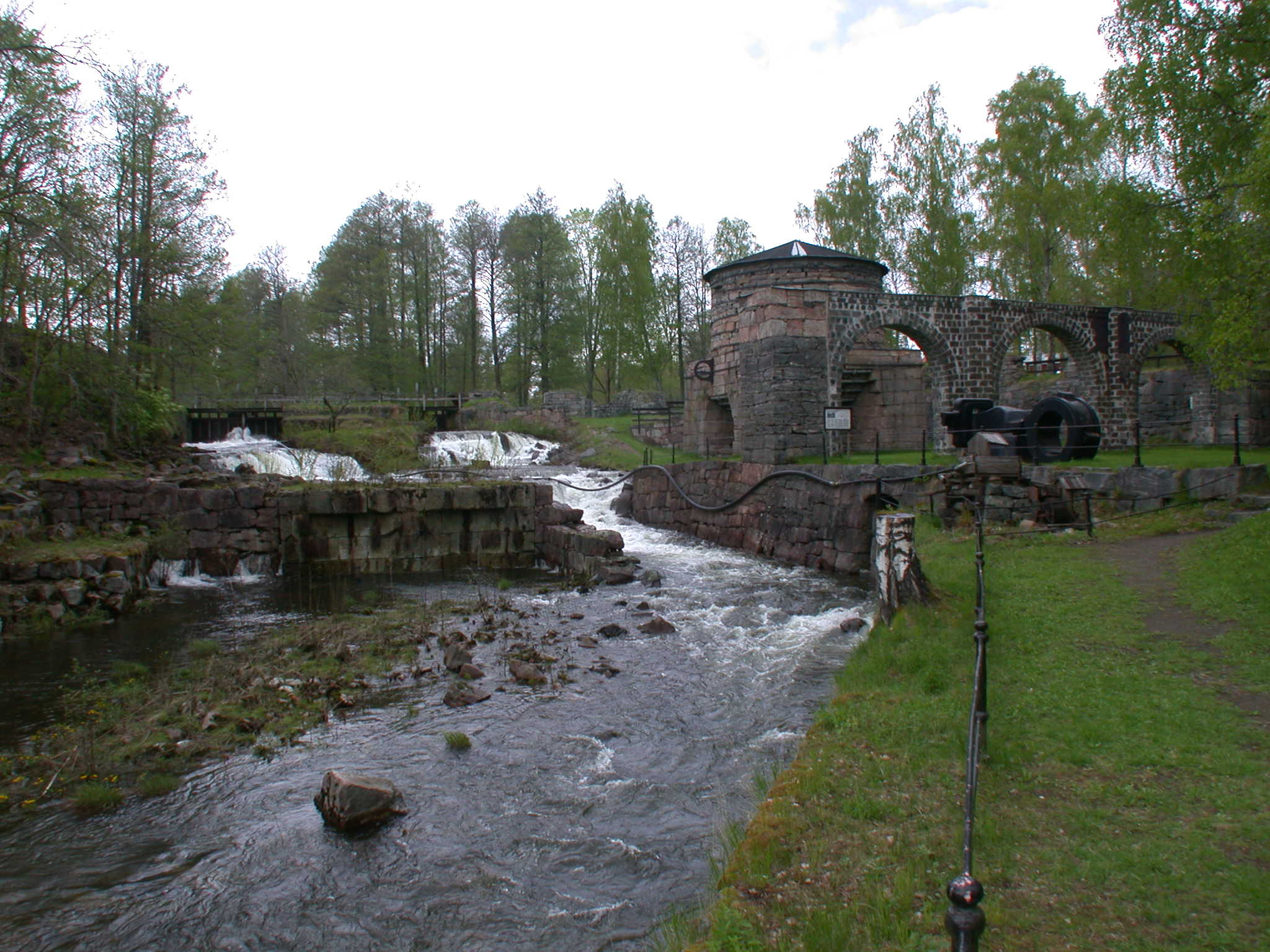
Borgviksälven vid Borgvik 2006

Borgviksälven (eller Borgviksån) är ett vattendrag i sydvästra Värmland som rinner ut i Åsfjorden, Vänern via Borgvikssjön och Grumsfjorden och avvattnar bland annat sjön Värmeln. Älvens totala längd är 65 km inklusive källflöden. Avrinningsområdet är 887 km², varav 65 % skogsmark, 14 % sjöar och 8 % odlad mark.